# 中国工农红军第九军
中国工农红军第九军，简称红九军，是中国工农红军红四方面军主力部队之一。

## 闽西红九军
1930年3月，闽西各县赤卫队改编为红九军。军长邓毅刚，政治委员高静山，参谋长郑益，政治部主任陈正。下辖5个团，全军共约3000人，2000多支枪。1930年5月，改称红十二军。

## 鄂北地区红九军
1930年7月，鄂北襄枣宜地区游击队组成红九军第二十六师，师长张香山，政委余益庵，参谋长何尚志，共500余人，下辖4个团。1931年初，中央派赵侗担任师长。1931年9月，均县、房县游击队与红三军教导团合编为红九军第二十五师，师长汤穆禹，政委朱勉之。1932年春红九军军部正式成立，总指挥张木阡，政治委员马三光，参谋长韦克铎。后红二十五师由房县转移到洪湖地区，编入红三军第八、第九师。红二十六师解散，恢复为襄枣宜游击队，红九军番号即行取消。

## 红四方面军红九军
1933年7月，红四方面军从围剿突围转移到川陕苏区站稳脚跟后，进行扩编，由红十二师和巴中等地的地方武装重新组成红九军。军长何畏、政治委员詹才芳、副军长许世友、参谋长王学礼、政治部主任王新亭，下辖第二十五师，师长许世友（兼任）、政治委员陈海松；第二十七师，师长王学礼（兼任）、政治委员陈修神、军直属队长周希汉。
1935年6月，红四方面军与红一方面军在懋功会师。会师后的红九军编制是：军长何畏、政委陈海松、参谋长陈伯钧、政治部主任谢富治。第25师，师长韩东山、政委盛修铎。第27师，师长陈家柱、政委李德明。
8月5日，红九军分属左路军北上，9月14日，红一、四两方面军分裂，红九军随红四方面军转而南下。1936年10月，随红四方面军在甘肃会宁与红一方面军再度会师。之后，红九军作为西路军一部分西渡黄河作战，此时主官为：军长孙玉清、政委陈海松、参谋长陈伯稚，此后不久全军覆灭。